# Mashhoodiella
Mashhoodiella is een geslacht van vliesvleugeligen uit de familie Encyrtidae. De wetenschappelijke naam van dit geslacht is voor het eerst geldig gepubliceerd in 1972 door Hayat.

## Soorten
Het geslacht Mashhoodiella is monotypisch en omvat slechts de volgende soort:
- Mashhoodiella echthromorpha Hayat, 1972